# La Violeta de Gràcia
La Violeta de Gràcia és un centre cultural de la Vila de Gràcia (Barcelona), inaugurat l'any 2012.

## Història
En aquest barri, la cultura popular té una forta renaixença als anys 1980, amb l'aparició dels Equips de Treball de Cultura. L'any 2002, les Colles de la Vila van formar la Coordinadora de Colles de Cultura de Gràcia (CCCG), amb l'esperit recuperar la imatgeria festiva, les tradicions culturals, la recreació d'antigues celebracions populars i alhora innovar en la cultura popular.
En aquesta línia de treball, es va fer el Protocol Festiu de la Vila de Gràcia (2005), el primer de la ciutat de Barcelona, on es recullen i es regulen les diferents festes i actes de cultura popular de la Vila de Gràcia: Foguerons de Sant Antoni de Sa Pobla a Gràcia, Revolta de les Quintes, Festa Major de la Vila de Gràcia, Cloenda del Tradicionarius Festival Folk Internacional, Trobada Biennal de Gegants, Diada Castellera, Diada Bastonera, etc.

## Entitats
L'equipament és gestionat per la Coordinadora de colles de cultura de Gràcia. El 2014, acollia les següents entitats: Esbart Comtal i Bastoners de Barcelona, Colla Vella de Diables de Gràcia, Associació Cultural Colla del Drac de Gràcia, Colla de Bastoners de Gràcia, La Diabòlica de Gràcia, Geganters de Gràcia, La Malèfica del Coll, Castellers de la Vila de Gràcia i Trabucaires de Gràcia. També era la seu física dels Geganters de Gràcia, els Trabucaires de Gràcia, el Drac de Gràcia, els Bastoners de Gràcia, els Bastoners de Barcelona, La Vella de Gràcia, La Diabòlica de Gràcia, l'Associació de Veïns Vila de Gràcia, els Amics i amigues de La Violeta, Gràcia amb el Sàhara i l'Esbart Lluís Millet.
A més, s'ofereixen activitats de promoció de la Cultura Popular i altres activitats de formació amb cursos i tallers relacionats amb la cultura.